# Annex SL
L'Annex SL è una sezione della Direttiva ISO/IEC parte 1 che prescrive come devono essere scritti gli standard MSS (ISO Management System Standard – Standard per sistemi di Gestione ISO).
Lo scopo dell'Annex SL è migliorare la coerenza e l'allineamento degli MSS fornendo una struttura di alto livello unificata e concordata, un testo centrale identico e termini comuni e definizioni fondamentali. L'obiettivo è che tutti gli MSS ISO Tipo A (e B ove appropriato) siano allineati e la compatibilità di questi standard sia migliorata.
Prima del 2012, i diversi standard per i sistemi di gestione sono stati scritti in modi diversi. Dalla fine degli anni '90 sono stati fatti diversi tentativi per armonizzare il modo di scriverli, ma il primo gruppo che è riuscito a raggiungere un accordo è stato il Joint Technical Coordination Group (JTCG) istituito dall'ISO / Technical Management Board.
Diversi comitati tecnici nell'ambito dell'ISO stanno attualmente lavorando alla revisione di tutti gli MSS pubblicati prima dell'adozione di Annex SL. Molti standard stanno già seguendo l'allegato SL come ISO 9001 e ISO 14001.
Con la revisione del 2021, è stata introdotto un nuovo formato che integra, in un unico documento (Appendix 2, organizzato su due colonne) il testo di base, comune a tutte le Norme per i sistemi di gestione(SG) dell'ISO e  le linee guida per gli estensori di tali norme. 

## Struttura ad alto livello
Secondo l'Annex SL, una norma del sistema di gestione dovrebbe seguire la struttura:
1. Scopo e campo di applicazione
2. Riferimenti normativi
3. Termini e definizioni
4. Contesto dell'organizzazione
5. Leadership
6. Pianificazione
7. Supporto
8. Attività operative
9. Valutazione delle prestazioni
10. Miglioramento

Requisito 1: Scopo e campo di applicazione definisce i risultati previsti del sistema di gestione. I risultati sono specifici del settore e devono essere allineati con il contesto dell’organizzazione (Requisito 4).
Requisito 2: Riferimenti Normativi: forniscono dettagli di norme o pubblicazioni di riferimento attinenti al particolare standard.
Requisito 3: Termini e definizioni: dettagli, termini e definizioni applicabili a standard specifici in aggiunta a quelli comuni a tutti gli standard .
Requisito 4:  Contesto dell'organizzazione: Il Requisito 4 comprende quattro sotto-requisiti:
4.1 Comprendere l’organizzazione e il suo contesto
4.2 Comprendere le esigenze e le aspettative delle parti interessate
4.3 Determinare la portata del sistema di gestione
4.4 Il sistema di gestione
Requisito 5:  Leadership: comprende tre sotto-requisiti:
5.1 Leadership e impegno
5.2 Politica
5.3 Ruoli organizzativi, responsabilità e autorità.
La nuova struttura pone particolare enfasi sulla leadership rispetto agli standard precedenti. Questo significa che il top management ha ora maggiore responsabilità e coinvolgimento nel sistema di gestione. Vi è ora il bisogno di integrare i requisiti del sistema di gestione nel processi core business dell’organizzazione, garantire che il sistema di gestione raggiunga i risultati attesi e allocare le risorse necessarie. Il top management è anche responsabile della comunicazione dell’importanza del sistema di gestione, di aumentare la consapevolezza dei dipendenti e il loro coinvolgimento
Requisito 6:  Pianificazione: include due sotto-requisiti:
6.1 Azioni per affrontare i rischi e opportunità
6.2 Obiettivi del sistema di gestione e pianificazione per la loro realizzazione I
6.3 Pianificazione dei cambiamenti (introdotto dalla revisione 1 della Annex SL Appendix 2 della Direttiva ISO/IEC parte 1)
Il Requisito 6 pone enfasi sull’approccio al rischio. Una volta che l’organizzazione ha evidenziato rischi e opportunità nel Requisito 4, è necessario stabilire come questi saranno trattati in fase di pianificazione e quindi chi, come e quando affronterà questi rischi. Questo approccio proattivo sostituisce l’azione preventiva e riduce la necessità di conseguenti azioni correttive. Particolare attenzione viene inoltre posta sugli obiettivi del sistema di gestione. Questi dovrebbero essere misurabili, monitorati, comunicati, allineati alla politica del sistema di gestione e aggiornati quando necessario.
Inoltre, con il requisito 6.3 si vuole garantire che l'organizzazione possa raggiungere i risultati attesi dei suoi sistemi di gestione sia durante che dopo i cambiamenti. 
Requisito 7: Supporto: articolato in cinque sotto-requisiti:
7.1 Risorse
7.2 Competenza
7.3 Consapevolezza
7.4 Comunicazione
7.5 Informazioni documentate
Le organizzazioni affrontano le attività di supporto necessario per soddisfare i loro obiettivi. Ciò include le risorse, la comunicazione interna ed esterna, le informazioni documentate che sostituiscono la documentazione e le registrazioni utilizzate in precedenza.
Requisito 8: Attività operative: un sotto-requisito:
8.1 Pianificazione e Controllo operativo
Il Requisito 8 copre i processi interni e quelli esternalizzati e include criteri adeguati per il controllo degli stessi, come pure metodi per gestire i cambiamenti pianificati e inattesi.
Requisito 9: Valutazione delle prestazioni, con tre sotto-requisiti:
9.1 Il monitoraggio, misurazione, analisi e valutazione
9.2 Audit interni
9.3 Riesame della direzione
Le organizzazioni determinano cosa, come e quando le azioni devono essere monitorate, misurate, analizzate e valutate. Un audit interno è anche parte di questo processo per garantire la conformità del sistema di gestione ai requisiti dell’organizzazione e della norma, e della sua implementazione e mantenimento. Il passo finale, il riesame della direzione, valuta il fatto che il sistema di gestione sia adatto, adeguato ed efficace.
Requisito 10: Miglioramento: due sotto-requisiti, il miglioramento continuo e come non-conformità e azioni correttive debbano essere trattate
10.1 Miglioramento continuo.
10.2 Non conformità e azioni correttive.

## Tipi di standard
Due tipi di standard per i sistemi di gestione sono definiti dall'Allegato SL:
- SG di tipo A: relativi ai requisiti del sistema di gestione (ad esempio ISO 9001 e ISO 14001)
- SG di tipo B: relativi alle linee guida (per esempio ISO 9004, ISO 14002 e ISO 45002).